# ジョン・マーチン・シェバーリ

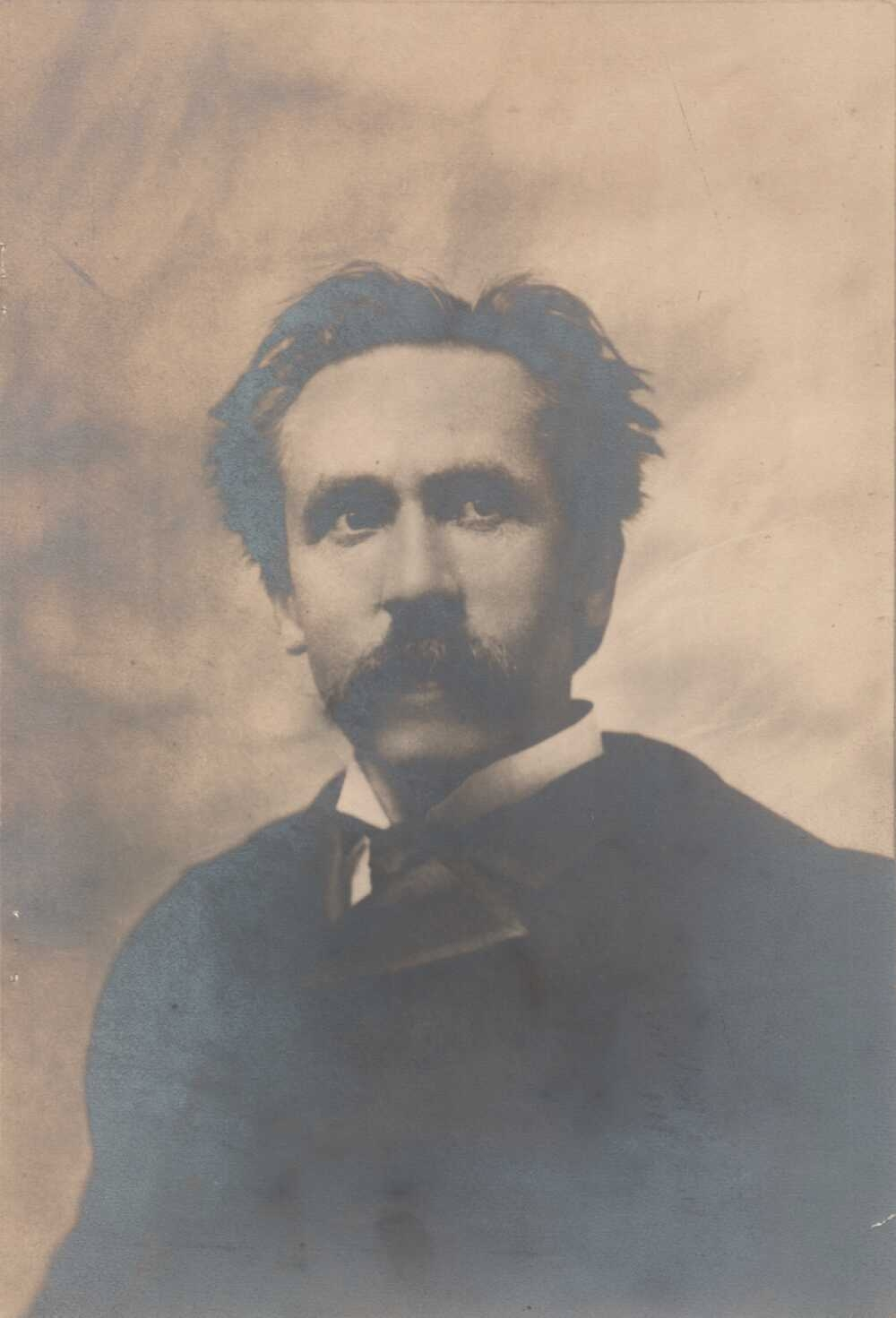
John Martin Schaeberle

ジョン・マーチン・シェバーリ（John Martin Schaeberle、1853年1月10日 - 1924年9月17日）は、ドイツ生まれの、アメリカ合衆国の天文学者。ドイツ語名、ヨハン・マルチン・シェバーレ(Johann Martin Schäberle) であるが、幼い時にアメリカ合衆国に帰化した。アメリカ式に John M. Schaeberleと書かれるが、家族友人からはマーチンと呼ばれた。ヴュルテンベルク王国エシェルブロン（現在のバーデン＝ヴュルテンベルク州ベーブリンゲン郡ゴイフェルデン）出身。
生まれた翌年に一家でアナーバーへ移住。ミシガン大学でジェームズ・クレイグ・ワトソンに学んだ後、1878年から1888年まで、ミシガン大学で働いた。私設の観測所をつくり、3つの彗星を発見した。1888年からリック天文台の最初の観測メンバーとなった。
主に日食の写真撮影を手掛け、日食観測用のSchaeberle cameraなど各種の天文機器を考案した。1888年にプロキオンの伴星を発見した。1897年からリック天文台の台長をつとめたが、1898年にジェームズ・エドワード・キーラーに台長をゆずって引退した。その後はアナーバーで亡くなるまで過ごした。
月のクレータ、火星のクレータに命名されている。